# Angelos Basinas
Angelos Basinas (Græsk: Άγγελος Μπασινάς) (født 3. januar 1976 i Chalkida, Grækenland) er en tidligere græsk fodboldspiller, der spillede som midtbanespiller. Han nåede i sin senior karriere at optræde for klubber som Panathinaikos, Mallorca, AEK Athen, Portsmouth samt AC Arles.

## Klubkarriere
Basinas spillede de første ti år af sin seniorkarriere i den græske storklub Panathinaikos, som han blandt andet hjalp til to mesterskaber og en pokaltitel. 1. januar 2006 skiftede han til RCD Mallorca i den spanske La Liga, hvor han spillede frem til 1. juli 2008, hvor han igen vendte hjem til Grækenland, og skrev kontrakt med Panathinaikos' ærkerivaler, AEK Athen. 
Selvom Basinas underskrev en 3-årig kontrakt med Athen-klubben, nåede han kun at spille for den et halvt år. Den 2. februar 2009 blev han nemlig solgt til Portsmouth F.C. i den engelske Premier League. Han debuterede for holdet 7. februar samme år i en ligakamp mod Liverpool F.C. I sommeren 2010, efter Portsmouth var rykket ud af Premier League, skiftede Basinas til AC Arles i Frankrig.

## Landshold
Basinas nåede som anfører at spille 100 kampe og score 7 mål for Grækenlands landshold, som han debuterede for den 18. august 1999 i en kamp mod El Salvador. Han var i 2004 med til sensationelt at vinde EM i Portugal, efter finalesejr over værtsnationen.

## Titler
Græsk Liga
- 1996 og 2004 med Panathinaikos

Græsk pokalturnering
- 2004 med Panathinaikos

EM
- 2004 med Grækenland